# العهد الدولي الخاص بالحقوق الاقتصادية والاجتماعية والثقافية
العهد الدولي الخاص بالحقوق الاقتصادية والاجتماعية والثقافية هي معاهدة متعددة الأطراف اعتمدتها الجمعية العامة للأمم المتحدة في 16 ديسمبر 1966 ودخلت حيز النفاذ من 3 يناير 1976. تلزم أطرافها العمل من أجل منح الحقوق الاقتصادية والاجتماعية والثقافية في الأقاليم والأفراد الثقة غير ذاتية الحكم وبما في ذلك حقوق العمال والحق في الصحة وحق التعلم والحق في مستوى معيشي لائق. اعتبارا من عام 2015 فقد صدق على العهد 164 طرف. خمس دول أخرى بما في ذلك الولايات المتحدة وقعت ولكن لم تصدق بعد على العهد.
العهد الدولي هو جزء من إعلان منح الاستقلال للبلدان والشعوب المستعمرة الشرعة الدولية لحقوق الإنسان جنبا إلى جنب مع الإعلان العالمي لحقوق الإنسان والعهد الدولي الخاص بالحقوق المدنية والسياسية بما في ذلك البروتوكولين الاختياريين الأول والثاني.
يتم رصد العهد من قبل لجنة الأمم المتحدة المعنية بالحقوق الاقتصادية والاجتماعية والثقافية.

## التشكيل
العهد الدولي له جذوره في نفس العملية التي أدت إلى الإعلان العالمي لحقوق الإنسان. «إعلان الحقوق الأساسية للرجال» قد اقترح في مؤتمر سان فرانسيسكو عام 1945 وأدى إلى تأسيس الأمم المتحدة وأعطي المجلس الاقتصادي والاجتماعي مهمة صياغة ذلك. في وقت مبكر من هذه العملية تم تقسيم الوثيقة إلى إعلان يحدد المبادئ العامة لحقوق الإنسان واتفاقية أو ميثاق تحتوي على تعهدات ملزمة. تطورت في السابق إلى الإعلان العالمي واعتمد في 10 ديسمبر 1948.
واصلت الصياغة بشأن الاتفاقية ولكن ظلت هناك اختلافات كبيرة بين أعضاء الأمم المتحدة على الأهمية النسبية للحقوق الاقتصادية والاجتماعية والثقافية الإيجابية المدنية والسياسية مقابل السلبية. هذه تسببت في نهاية المطاف بالانقسام إلى قسمين «أحدهما يحتوي الحقوق المدنية والسياسية والآخر يحتوي الحقوق الاقتصادية والاجتماعية والثقافية». كان العهدين يحتويان على العديد من الأحكام المماثلة الممكنة وسيتم فتح باب التوقيع في وقت واحد. ستتضمن أيضا جميع المواد حق جميع الشعوب في تقرير المصير.
إن الدول الأطراف في هذا العهد بما فيها تلك التي تقع على عاتقها مسئولية إدارة الأقاليم المشمولة بالوصاية يجب أن تعمل على تحقيق حق تقرير المصير وأن تحترم هذا الحق وفقا للأحكام غير ذاتية الحكم ميثاق الأمم المتحدة.
أصبحت أول وثيقة العهد الدولي الخاص بالحقوق المدنية والسياسية والثاني على العهد الدولي الخاص بالحقوق الاقتصادية والاجتماعية والثقافية. عرضت المسودات على الجمعية العامة للأمم المتحدة للمناقشة في عام 1954 واعتمدت في عام 1966.

## الملخص
العهد يتبع هيكل الإعلان العالمي والعهد مع ديباجة واحدة وثلاثين مادة التي تنقسم إلى خمسة أجزاء.
يعترف الجزء 1 (المادة 1) في حق جميع الشعوب في تقرير المصير بما في ذلك الحق في «التقرير الحر في المركز السياسي» ومتابعة الأهداف الاقتصادية والاجتماعية والثقافية وإدارة مواردها الخاصة. يعترف بالحق السلبي للشعب في ألا يحرم من وسائل عيشه وتفرض التزاما على تلك الأطراف التي لا تزال مسؤولة عن الحكم غير ذاتية الحكم والمستعمرات لتشجيع واحترام حقهم في تقرير المصير.
الجزء 2 (المواد 2-5) يؤسس مبدأ «الإعمال التدريجي». يتطلب ذلك أيضا الاعتراف بحقوق «دون تمييز من أي نوع على أساس العرق أو اللون أو الجنس أو اللغة أو الدين أو الرأي سياسيا أو غير سياسي أو الأصل القومي أو الاجتماعي أو الثروة أو الميلاد أو أي وضع آخر». يمكن الحقوق فقط عبر الاقتصار على القانون بطريقة تتفق مع طبيعة الحقوق وفقط لغرض «تعزيز الرفاه العام في مجتمع ديمقراطي».
الجزء 3 (المواد 6-15) يسرد الحقوق نفسها. وتشمل هذه الحقوق:
- العمل تحت عنوان «شروط عادلة ومرضية» مع الحق في تشكيل النقابات والانضمام إليها (المواد 6 و 7 و 8).
- الضمان الاجتماعي بما في ذلك التأمين الاجتماعي (المادة 9).
- الحياة الأسرية بما في ذلك إجازة أبوة مدفوعة الأجر وحماية الأطفال (المادة 10).
- مستوى معيشي لائق يوفر ما يفي بحاجتهم من الغذاء والكساء والمأوى و «تحسين متواصل لظروفه المعيشية» (المادة 11).
- الصحة وتحديدا «بأعلى مستوى ممكن من الصحة البدنية والعقلية» (المادة 12).
- التعليم بما في ذلك التعليم المجاني الابتدائي والتعليم الثانوي متاحا للعموم وتكافؤ فرص التعليم العالي. هذا ينبغي أن توجه إلى «التنمية الكاملة لشخصية الإنسان والحس بكرامتها» وتمكين جميع الأشخاص من المشاركة بفعالية في المجتمع (المادتان 13 و 14).
- المشاركة في الحياة الثقافية (المادة 15).

تشمل العديد من هذه الحقوق الإجراءات المحددة التي يجب اتخاذها لتحقيقها.
الجزء 4 (المواد 16-25) يحكم التقارير ورصد العهد والخطوات التي اتخذتها الأطراف لتنفيذ ذلك. كما أنه يسمح للهيئة برصد التوصيات العامة إلى الجمعية العامة للأمم المتحدة بشأن التدابير الملائمة لإعمال حقوق (المادة 21).
الجزء 5 (المواد 26-31) يحكم التصديق ودخول حيز النفاذ وتعديل العهد.

## الأحكام الأساسية

### مبدأ الإعمال التدريجي
المادة 2 من العهد تفرض واجبا على جميع الأطراف:
هذا ما يعرف بمبدأ «الإعمال التدريجي». إنه يعترف بأن بعض الحقوق (على سبيل المثال الحق في الصحة) قد يكون من الصعب عمليا تحقيقه في فترة قصيرة من الزمن وأن الدول قد تخضع لقيود الموارد ولكن يتطلب منهم العمل قدر المستطاع داخل وسائلهم.
مبدأ يختلف من العهد الدولي الذي يلزم الأطراف «احترام وضمان جميع الأفراد الموجودين في إقليمها والداخلين في ولايتها» الحقوق في تلك الاتفاقية. يوجد شرط وهو «اتخاذ خطوات» الذي يفرض الالتزام بمواصلة العمل من أجل تحقيق الحقوق. يحكم أيضا تدابير تراجعية عمدا التي تعيق هذا الهدف. تفسر اللجنة المعنية بالحقوق الاقتصادية والاجتماعية والثقافية أيضا مبدأ أنها تفرض الالتزامات الأساسية الدنيا أن تقدم في أقل المستويات الأساسية والحد الأدنى من كل حق من الحقوق. إذا كانت الموارد مقيدة للغاية فينبغي أن تشمل استخدام البرامج المستهدفة التي تهدف إلى الضعفاء.
تعتبر اللجنة المعنية بالحقوق الاقتصادية والاجتماعية والثقافية التشريع باعتباره وسيلة لا غنى عنه لتحقيق الحقوق التي من غير المرجح أن تكون محدودة بسبب القيود المفروضة على الموارد. تعتبر تشريع أحكام لمكافحة التمييز وإنشاء حقوق قابلة للتنفيذ بوسائل الانتصاف القضائية في إطار النظم القانونية الوطنية لتكون الوسائل مناسبة. بعض الأحكام مثل قوانين مكافحة التمييز بحاجة بالفعل بموجب اتفاقيات حقوق الإنسان الأخرى مثل العهد الدولي.

### حقوق العمال
تعترف المادة 6 من العهد بالحق في العمل الذي يعرف بأنه فرصة للجميع لكسب رزقهم من عمل يختارونه أو يقبلونه بحرية. يلزم الأطراف على اتخاذ «خطوات مناسبة» لصون هذا الحق بما في ذلك التدريب التقني والمهني والسياسات الاقتصادية الرامية إلى تحقيق التنمية الاقتصادية المطردة وعمالة كاملة في نهاية المطاف. الحق يعني يجب على الأطراف أن تضمن المساواة في الحصول على فرص العمل وحماية العمال من حرمانهم من العمل ظلما. يجب أن يمنع التمييز في مكان العمل وضمان الوصول للفئات المحرومة. يجب اختيار أو قبول العمل بحرية يعني حظر الأطراف من العمل القسري أو الأطفال.
يجب أن يكون العمل لائقا المشار إليها في المادة (6). يعرف هذا على نحو فعال بموجب المادة 7 من العهد الذي يعترف بحق كل إنسان في ظروف عمل «عادلة ومرضية». بدوره فإن هذا التعريف كما الأجور العادلة والأجر المتساوي للعمل المتساوي وتكون كافية لتوفير العيش الكريم للعمال وعائلاتهم. ظروف عمل آمنة وتكافؤ الفرص في مكان العمل وقسط كاف من الراحة وأوقات الفراغ بما في ذلك ساعات عمل محدودة والعطلات العادية المدفوعة.
تعترف المادة 8 في حق العمال في تشكيل النقابات أو الانضمام إليها وتحمي حقهم في الإضراب. يستثنى الجيش والشرطة والموظفون الإداريون في الحكومة من تطبيق هذه المادة. وضعت عدة أطراف تحفظات على تطبيق هذا الشرط والسماح لها أن تفسر هذه المادة بطريقة تتفق مع دساتيرها (على سبيل المثال الصين والمكسيك) أو تمديد تقييد الحقوق النقابية لمجموعات مثل رجال الإطفاء (على سبيل المثال اليابان).

### الحق في الضمان الاجتماعي
تعترف المادة 9 من العهد «بحق كل شخص في الضمان الاجتماعي بما في ذلك التأمين الاجتماعي». يتطلب الأطراف تقديم شكل من أشكال نظام التأمين الاجتماعي لحماية الناس من مخاطر المرض والعجز والأمومة وإصابات العمل والبطالة والشيخوخة لتوفيرها للناجين والأيتام وأولئك الذين لا يستطيعون تحمل تكاليف الرعاية الصحية وضمان أن الأسر معتمدة على نحو كاف. يجب أن تكون الفوائد من هذا المخطط كافية ومتاحة للجميع ومتوفرة دون تمييز. العهد لا يقيد شكل المخطط ومخططات المساهمة وغير المساهمة كلاهما جائز.
لاحظت اللجنة المعنية بالحقوق الاقتصادية والاجتماعية والثقافية المشاكل المستمرة مع تنفيذ هذا الحق مع مستويات منخفضة جدا من الوصول.
العديد من الأطراف بما في ذلك فرنسا وموناكو لديهم تحفظات حول السماح لهم بوضع شروط الإقامة من أجل التأهل للحصول على إعانات الاجتماعية. تسمح لجنة الحقوق الاقتصادية والاجتماعية والثقافية مثل هذه القيود بشرط أن تكون متناسبة ومعقولة.

### الحق في الحياة الأسرية
تعترف المادة 10 من العهد بالأسرة باعتبارها «الوحدة الجماعية الطبيعية والأساسية في المجتمع» وتطلب من الأطراف إيلاء «أكبر حماية ومساعدة ممكنة». يجب على الأطراف أن تضمن لمواطنيها الأحرار إقامة الأسر وأن يتم التعاقد بحرية وليس الزواج القسري. يجب على الأطراف أن توفر أيضا إجازة مدفوعة الأجر أو الضمان الاجتماعي الكافي للأمهات قبل وبعد الولادة وهو الالتزام الذي يتداخل مع المادة 9. أخيرا يجب على الدول الأطراف اتخاذ «تدابير خاصة» لحماية الأطفال من الاستغلال الاقتصادي أو الاجتماعي بما في ذلك وضع حد أدنى لسن العمل ومنع الأطفال من المهن الخطرة والضارة.

### الحق في مستوى معيشي لائق
تعترف المادة 11 بحق كل شخص في مستوى معيشي لائق. هذا يشمل ولكن ليس على سبيل الحصر الحق في الغذاء الكافي والملبس والمسكن و«في تحسين متواصل لظروفه المعيشية». كما أنها تخلق التزاما على الأطراف للعمل معا للقضاء على الجوع في العالم.
يتم تفسير الحق في الغذاء الكافي كما يشار إلى الحق في الغذاء كما يتطلب «توافر الغذاء بكمية ونوعية تكفيان لتلبية الاحتياجات التغذوية للأفراد وخالية من المواد الضارة ومقبولة في ثقافة معينة». يجب أن يكون هذا في متناول الجميع مما يعني التزاما بتوفير برامج خاصة للفئات الضعيفة. يجب أيضا ضمان التوزيع العادل لإمدادات الغذاء العالمية طبقا للحاجة إليها مع الأخذ بعين الاعتبار المشاكل من المواد الغذائية المستوردة والبلدان المصدرة للأغذية. الحق في الغذاء الكافي يعني أيضا الحق في الماء.
الحق في السكن اللائق كما يشار إلى الحق في السكن هو «الحق في العيش في مكان ما في أمن وسلام وكرامة». كما يتطلب «الخصوصية الكافية والمساحة الكافية والأمن الكافي والإنارة والتهوية الكافيتان والهيكل الأساسي الملائم والموقع الملائم بالنسبة إلى أمكنة العمل والمرافق الأساسية وكل ذلك بتكاليف معقولة» يجب على الأطراف أن تضمن أمن الحيازة وأن الوصول خال من التمييز والعمل تدريجيا للقضاء على التشرد. عمليات الإخلاء القسري التي تعرف بأنها «إزالة دائمة أو مؤقتة ضد إرادتهم من الأفراد والأسر و / أو المجتمعات من المنازل و / أو الأراضي التي يشغلونها دون توفير والوصول إلى توفير أشكال مناسبة من الحماية القانونية أو غيرها» هي انتهاك لأول وهلة من العهد.
الحق في الحصول على الملابس الملائمة كما يشار إلى الحق في الملابس. ما يعتبر «كافيا» تم مناقشته في سياقات محددة مثل اللاجئين والمعوقين وكبار السن أو العمال.

### الحق في الصحة
تعترف المادة 12 من العهد بحق كل شخص في «التمتع بأعلى مستوى ممكن من الصحة البدنية والعقلية». «الصحة» لا تفهم فقط باعتبارها حق صحي ولكن كحق للسيطرة على تلك الصحية الخاصة والجسم (بما في ذلك الاستنساخ) وتكون خالية من التدخل مثل التعذيب أو التجارب الطبية ويجب على الولايات حماية هذا الحق من خلال ضمان أن كل شخص يخضع لولايتها لديه حق الوصول إلى المحددات الأساسية للصحة مثل المياه النظيفة والصرف الصحي والغذاء والتغذية والسكن ومن خلال نظام شامل للرعاية الصحية والتي هي متاحة للجميع دون تمييز ويمكن الوصول إليها اقتصاديا للجميع.
تشترط المادة 12.2 الأطراف إلى اتخاذ خطوات محددة لتحسين صحة مواطنيها بما في ذلك الحد من وفيات الرضع وتحسين صحة الأطفال وتحسين الصحة البيئية ومكان العمل ومنع ومراقبة وعلاج الأمراض الوبائية وتهيئة الظروف لضمان الحصول على قدم المساواة وفي الوقت المناسب الخدمات الطبية للجميع. تعتبر هذه أمثلة توضيحية غير حصرية" بدلا من بيان كامل لالتزامات الطرفين.
يتم تفسير الحق في الصحة بالطلب من الأطراف احترام الحقوق الإنجابية للمرأة من خلال عدم تقييد الوصول إلى وسائل منع الحمل أو «فرض رقابة أو احتجازها أو تعمد تشويه» المعلومات حول الصحة الجنسية. يجب أيضا ضمان أن النساء محميات من الممارسات التقليدية الضارة مثل تشويه الأعضاء التناسلية للإناث.
الحق في الصحة هو حق شامل لا يقتصر على تقديم الرعاية الصحية الملائمة في الوقت المناسب ولكن أيضا إلى المحددات الأساسية للصحة مثل الحصول على مياه الشرب المأمونة ومرافق الصرف الصحي الملائمة وإمدادات كافية من المواد الغذائية الآمنة والتغذية والسكن والظروف الصحية والمهنية البيئية.

### الحق في التعليم المجاني
تعترف المادة 13 من العهد بحق كل فرد في التعليم المجاني (مجاني للمستوى الابتدائي و«الأخذ تدريجيا بمجانية التعليم» gلمرحلتين الثانوية والعليا). هذا هو توجه نحو «التنمية الكاملة لشخصية الإنسان والحس بكرامته» وتمكين جميع الأشخاص من المشاركة الفعالة في المجتمع. يعتبر التعليم حق من حقوق الإنسان وبأنه «وسيلة لا غنى عنه لإعمال حقوق الإنسان الأخرى» وهكذا هو أحد أطول وأهم مواد العهد.
تسرد المادة 13.2 عددا من الخطوات المحددة المطلوبة الأطراف لمتابعة إعمال الحق في التعليم. تشمل هذه توفير التعليم الابتدائي المجاني والشامل والإلزامي ال«متاح ويمكن الوصول إليها بشكل عام» التعليم الثانوي في أشكال مختلفة (بما في ذلك التدريب التقني والمهني) وتكافؤ فرص التعليم العالي. كل هذا يجب أن يكون متاح للجميع دون تمييز. يجب على الأطراف أيضا تطوير نظام المدرسة (على الرغم من أنه قد يكون من العام والخاص أو المختلط) وتشجيع أو تقديم المنح الدراسية لصالح الفئات المحرومة. على الأطراف جعل التعليم مجانا على جميع المستويات إما مباشرة أو تدريجيا. «التعليم الابتدائي يجب أن يكون إلزاميا ومتاحا مجانا للجميع». التعليم الثانوي «متاح عموما وفي متناول جميع بكافة الوسائل المناسبة ولا سيما بالأخذ تدريجيا بمجانية التعليم». و«التعليم العالي متاح للجميع على أساس الكفاءة وبكافة الوسائل المناسبة ولا سيما بالأخذ تدريجيا بمجانية التعليم».
المواد 13.3 و 13.4 تطلب من الأطراف احترام حرية تعليم الآباء والأمهات من خلال السماح لهم باختيار وإنشاء مؤسسات تعليمية خاصة لأطفالهم. يعترف أيضا بحق الآباء في «ضمان التعليم الديني والأخلاقي لأولادهم وفقا لقناعاتهم الخاصة». يطلب من المدارس العامة احترام حرية الدين والضمير لطلابها وكما النهي عن التدريس في أي دين أو معتقد نظام معين إلا إذا أعفي وأتيحت بدائل غير تمييزية.
تطلب لجنة الحقوق الثقافية من الدول احترام الحرية الأكاديمية للعاملين والطلاب وهذا أمر حيوي للعملية التعليمية الاقتصادية والاجتماعية والثقافية. أيضا العقاب البدني في المدارس يتعارض مع مبدأ العهد الأساسي لكرامة الفرد.
تقضي المادة 14 من العهد تلك الأطراف التي لم تنشئ بعد نظام التعليم الابتدائي الإلزامي المجاني لتبني بسرعة خطة عمل تفصيلية لعرضه «خلال عدد معقول من السنين».

### الحق في المشاركة في الحياة الثقافية
تعترف المادة 15 من العهد بحق كل فرد في المشاركة في الحياة الثقافية والتمتع بفوائد التقدم العلمي والاستفادة من حماية الحقوق المعنوية والمادية إلى أي اكتشاف علمي أو العمل الفني التي أوجدتها. الشرط الأخير يتطلب حماية الملكية الفكرية ولكن اللجنة المعنية بالحقوق الاقتصادية تفسر الحقوق الاجتماعية والثقافية أنها في المقام الأول حماية الحقوق المعنوية للمؤلفين و«إعلان الطابع الشخصي الصرف لكل إنتاج ينتجه العقل البشري وصلة دائمة تلي ذلك بين المبدعين وإبداعاتهم». بالتالي فهو يطلب من الأطراف احترام حق المؤلفين في الاعتراف بانتاجهم. يتم تفسير الحقوق المادية على أنها جزء من الحق في مستوى معيشي لائق و«ليس من الضروري تمديده طوال العمر».
يجب على الأطراف أيضا أن العمل على تشجيع حفظ وتطوير ونشر العلم والثقافة و«احترام الحرية اللازمة للبحث العلمي والنشاط الإبداعي» وتشجيع الاتصال والتعاون الدوليين في هذه المجالات.

## التحفظات
قدمت عدة أطراف تحفظاتها وإعلاناتها التفسيرية لتطبيق العهد.
الجزائر يفسر أجزاء من المادة 13 عن حماية حرية الآباء أن يختاروا بحرية أو إنشاء مؤسسات تعليمية مناسبة حتى لا «تنال حقها في أن التنظيم بحرية نظامها التعليمي».
بنغلاديش يفسر بند تقرير المصير في المادة (1) عن التطبيق في السياق التاريخي للاستعمار. كما تتحفظ أيضا على الحق في تفسير حقوق العمال في المادتين 7 و 8 وبنود عدم التمييز المادتين 2 و 3 في إطار الدستور والقانون المحلي.
بلجيكا يفسر عدم التمييز على أساس الأصل الوطني بأنه «يعني ليس بالضرورة التزاما على الدول تلقائيا لضمان للأجانب نفس الحقوق التي يتمتع بها مواطنيها. ينبغي أن يفهم هذا المصطلح للإشارة إلى القضاء على أي تصرف تعسفي لا إلى الفوارق في العلاج بناء على اعتبارات موضوعية ومعقولة وفقا للمبادئ السائدة في المجتمعات الديمقراطية».
الصين تقيد حقوق العمال في المادة 8 على نحو يتفق مع الدستور والقانون المحلي.
مصر تقبل بالعهد إلا بالقدر الذي لا يتعارض مع أحكام الشريعة الإسلامية. الشريعة هي «المصدر الرئيسي للتشريع» بموجب المادة 2 من كلا دستور 1973 والإعلان الدستوري المؤقت عام 2011.
فرنسا ترى أن العهد أنه تابع لميثاق الأمم المتحدة. تتحفظ أيضا على حق حكم وصول الأجانب إلى العمل والضمان الاجتماعي وغيره من الفوائد.
يفسر الهند تطبيق حق تقرير المصير ب«الشعوب الواقعة تحت السيطرة الأجنبية» وأنه لا ينطبق على الشعوب في الدول القومية ذات السيادة. فإنه يفسر أيضا الحد من بند حقوق تكافؤ الفرص في مكان العمل في إطار دستورها.
اندونيسيا يفسر بند تقرير المصير (المادة 1) في إطار القوانين الدولية الأخرى وأنه لا يسري على الشعوب داخل الدولة القومية ذات السيادة.
تتحفظ ايرلندا على حق تعزيز اللغة الايرلندية.
اليابان تتحفظ بحق عدم الالتزام بالمطالبة بالأخذ تدريجيا بالتعليم الثانوي والعالي المجاني والحق في الإضراب عن الموظف العام ومكافآت في أيام العطل الرسمية.
الكويت تفسر بنود عدم التمييز في المادتين 2 و 3 ضمن دستورها وقوانينها وتحتفظ لنفسها الحق في الضمان الاجتماعي الذي لا ينطبق إلا على الكويتيين. كما أنها تتحفظ أيضا على حق منع الإضرابات.
المكسيك يقيد حقوق العمال في المادة 8 في سياق دستورها وقوانينها.
موناكو يفسر مبدأ عدم التمييز على أساس الأصل القومي بأنه «يعني ليس بالضرورة التزام تلقائي من جانب الدول لضمان الاجانب نفس حقوق مواطنيها» وتحتفظ لنفسها الحق في تحديد متطلبات الإقامة على والحق في العمل والصحة والتعليم والضمان الاجتماعي.
نيوزيلندا تحتفظ بحقها في عدم تطبيق المادة 8 (الحق في تشكيل النقابات والانضمام إليها) بقدر التدابير القائمة.
تتحفظ النرويج على حق الإضراب وذلك للسماح للتحكيم الإجباري لبعض النزاعات العمالية.
باكستان لديها تحفظ عام على تفسير العهد في إطار دستورها.
تايلاند يفسر الحق في تقرير المصير في إطار القانون الدولي الآخر.
ترينيداد وتوباغو تحتفظ لنفسها بالحق في تقييد حق الإضراب من العاملين في المهن الأساسية.
تركيا تنفذ العهد ضمن ميثاق الأمم المتحدة. كما أنها تحتفظ أيضا بحق تفسير وتنفيذ حق الوالدين في اختيار وإنشاء المؤسسات التعليمية بطريقة متوافقة مع دستورها.
المملكة المتحدة تنظر إلى العهد باعتباره تابعا لميثاق الأمم المتحدة. قدمت عدة تحفظات بشأن الأراضي في الخارج.
وقعت الولايات المتحدة على العهد في عام 1979 تحت إدارة كارتر ولكن لم يتم الالتزام الكامل به حتى يتم التصديق عليه لأسباب سياسية إلا أن إدارة كارتر لم تدفع للاستعراض الضروري للعهد. مجلس الشيوخ الذي يجب أن يعطي المشورة والموافقة يمكن أن يصدق على العهد. اتخذت إدارات ريغان وجورج بوش الأب الرأي القائل بأن الحقوق الاقتصادية والاجتماعية والثقافية لم تكن حقوقا ولكن أهداف اجتماعية مرغوب فيها وبالتالي ينبغي أن لا تكون محلا للمعاهدات الملزمة. لم تنكر إدارة كلينتون طبيعة هذه الحقوق لكنها لم تجد من المناسب سياسيا المشاركة في معركة مع الكونجرس بشأن العهد. جاءت إدارة جورج دبليو بوش بما يتماشى مع وجهة نظر إدارة بوش السابقة. ذكرت إدارة أوباما أنها لا تسعى للعمل بها في هذا الوقت. مؤسسة التراث وهي مؤسسة بحثية محافظة تقول إن التوقيع عليه يلزم إدخال سياسات تتعارض مع القوانين الحالية مثل الرعاية الصحية الشاملة.

## البروتوكول الاختياري
البروتوكول الاختياري الملحق بالعهد الدولي للحقوق الاقتصادية والاجتماعية والثقافية هو اتفاق جانبي في العهد الذي يسمح للأطراف بالاعتراف باختصاص اللجنة المعنية بالحقوق الاقتصادية والاجتماعية والثقافية للنظر في الشكاوى المقدمة من الأفراد.
اعتمد البروتوكول الاختياري من قبل الجمعية العامة للأمم المتحدة في 10 ديسمبر 2008 وافتتح للتوقيع في 24 سبتمبر 2009 واعتبارا من فبراير 2013 وقعت عليه 40 طرف وصادقت عليه 10 أطراف. بعد أن اجتاز عتبة التصديقات اللازمة فقد دخل حيز النفاذ بتاريخ 5 مايو 2013.

## اللجنة المعنية بالحقوق الاقتصادية والاجتماعية والثقافية
اللجنة المعنية بالحقوق الاقتصادية والاجتماعية هي هيئة من خبراء حقوق الإنسان المكلفين بمراقبة تنفيذ العهد. تتألف اللجنة من 18 خبير مستقل لحقوق الإنسان ينتخبون لمدة أربع سنوات بينما نصف عدد الأعضاء المنتخبين ينتخبون كل عامين.
خلافا لهيئات مراقبة حقوق الإنسان الأخرى فإنها لم تنشأ لجنة بالمعاهدة التي تشرف عليها. بدلا من ذلك تم تأسيسها من قبل المجلس الاقتصادي والاجتماعي بعد فشل هيئتي رصد سابقتين.
مطلوب من جميع الأطراف تقديم تقارير منتظمة إلى اللجنة لتحدد الخطوط العريضة التشريعية والقضائية والسياسية وغيرها من التدابير التي اتخذتها لإعمال الحقوق في العهد. من المقرر في غضون سنتين من التصديق على التقرير الأول. بعد ذلك تطلب التقارير كل خمس سنوات. تقوم اللجنة بفحص كل تقرير والمخاوف وتوصياتها إلى الدولة الطرف في شكل «ملاحظات ختامية».
تجتمع اللجنة عادة كل مايو ونوفمبر في جنيف.

## أطراف العهد
| الطرف                       | تاريخ التوقيع  | تاريخ التصديق    | الملاحظات |
| --------------------------- | -------------- | ---------------- | --- |
| أفغانستان                   |                | 24 يناير 1983    | |
| ألبانيا                     |                | 4 أكتوبر 1991    | |
| الجزائر                     | 10 ديسمبر 1968 | 12 سبتمبر 1989   | |
| أنغولا                      |                | 10 يناير 1992    | |
| الأرجنتين                   | 19 فبراير 1968 | 8 أغسطس 1986     | |
| أرمينيا                     |                | 13 سبتمبر 1993   | |
| أستراليا                    | 18 ديسمبر 1972 | 10 ديسمبر 1975   | |
| النمسا                      | 10 ديسمبر 1973 | 10 سبتمبر 1978   | |
| أذربيجان                    |                | 13 أغسطس 1992    | |
| جزر البهاما                 | 4 ديسمبر 2008  | 23 ديسمبر 2008   | |
| البحرين                     |                | 27 سبتمبر 2007   | |
| بنغلاديش                    |                | 5 أكتوبر 1998    | |
| باربادوس                    |                | 5 يناير 1973     | |
| بيلاروس                     | 19 مارس 1968   | 12 نوفمبر 1973   | وقعت وصادقت باسم جمهورية بيلاروسيا الاشتراكية السوفيتية.                                                                              |
| بلجيكا                      | 10 ديسمبر 1968 | 21 أبريل 1983    | |
| بليز                        | 6 سبتمبر 2000  | 9 مارس 2015      | |
| بنين                        |                | 12 مارس 1992     | |
| بوليفيا                     |                | 12 أغسطس 1982    | |
| البوسنة والهرسك             |                | 1 سبتمبر 1993    | وقعت على العهد بالاسم السابق يوغوسلافيا في 8 أغسطس 1967 وصادقت عليه بتاريخ 2 يونيو 1971.                                              |
| البرازيل                    |                | 24 يناير 1992    | |
| بلغاريا                     | 8 أكتوبر 1968  | 21 سبتمبر 1970   | |
| بوركينا فاسو                |                | 4 يناير 1999     | |
| بوروندي                     |                | 9 مايو 1990      | |
| كمبوديا                     | 17 أكتوبر 1980 | 26 مايو 1992     | وقعت باسمها السابق كمبوتشيا الديمقراطية في 17 أكتوبر 1980                                                                             |
| الكاميرون                   |                | 27 يونيو 1984    | |
| كندا                        |                | 19 مايو 1976     | |
| الرأس الأخضر                |                | 6 أغسطس 1993     | |
| جمهورية إفريقيا الوسطى      |                | 8 مايو 1981      | |
| تشاد                        |                | 9 يونيو 1995     | |
| تشيلي                       | 16 سبتمبر 1969 | 10 فبراير 1972   | |
| الصين                       | 27 أكتوبر 1997 | 27 مارس 2001     | وقعت باسم جمهورية الصين في 5 أكتوبر 1967                                                                                              |
| كولومبيا                    | 21 ديسمبر 1966 | 29 أكتوبر 1969   | |
| جزر القمر                   | 25 سبتمبر 2008 |                  | |
| جمهورية الكونغو             |                | 5 أكتوبر 1983    | |
| كوستاريكا                   | 19 ديسمبر 1966 | 29 نوفمبر 1968   | |
| ساحل العاج                  |                | 26 مارس 1992     | |
| كرواتيا                     |                | 12 أكتوبر 1992   | وقعت عندما كانت ضمن يوغوسلافيا في 8 أغسطس 1967 وصادقت عليها في 2 يونيو 1971.                                                          |
| كوبا                        | 28 فبراير 2008 |                  | |
| قبرص                        | 9 يناير 1967   | 2 أبريل 1969     | |
| جمهورية التشيك              |                | 22 فبراير 1993   | وقعت عليه عندما كانت ضمن تشيكوسلوفاكيا في 7 أكتوبر 1968 وصادقت عليه في 23 ديسمبر 1975.                                                |
| كوريا الشمالية              |                | 14 سبتمبر 1981   | |
| جمهورية الكونغو الديمقراطية |                | 1 نوفمبر 1976    | |
| الدنمارك                    | 20 مارس 1968   | 6 يناير 1972     | |
| جيبوتي                      |                | 5 نوفمبر 2002    | |
| دومينيكا                    |                | 17 يونيو1993     | |
| جمهورية الدومينيكان         |                | 4 يناير 1978     | |
| الإكوادور                   | 29 سبتمبر 1967 | 6 مارس 1969      | |
| مصر                         | 4 أغسطس 1967   | 14 يناير 1982    | |
| السلفادور                   | 21 سبتمبر 1967 | 30 نوفمبر 1979   | |
| غينيا الاستوائية            |                | 25 سبتمبر 1987   | |
| إرتريا                      |                | 17 أبريل 2001    | |
| إستونيا                     |                | 21 أكتوبر 1991   | |
| إثيوبيا                     |                | 11 يونيو 1993    | |
| فنلندا                      | 11 أكتوبر 1967 | 19 أغسطس 1975    | |
| فرنسا                       |                | 4 نوفمبر 1980    | |
| الغابون                     |                | 21 يناير 1983    | |
| غامبيا                      |                | 29 ديسمبر 1978   | |
| جورجيا                      |                | 3 مايو 1994      | |
| ألمانيا                     | 9 أكتوبر 1968  | 17 ديسمبر 1973   | وقعت باسم جمهورية ألمانيا الديمقراطية مع بعض التحفظات في 27 مارس 1973 ووقعت عليه في 8 نوفمبر 1973                                     |
| غانا                        | 7 سبتمبر 2000  | 7 سبتمبر 2000    | |
| اليونان                     |                | 16 مايو 1985     | |
| غرينادا                     |                | 6 سبتمبر 1991    | |
| غواتيمالا                   |                | 19 مايو 1988     | |
| غينيا                       | 28 فبراير 1967 | 24 يناير 1978    | |
| غينيا بيساو                 |                | 2 يوليو 1992     | |
| غيانا                       | 22 أغسطس 1968  | 15 فبراير 1977   | |
| هايتي                       |                | 8 أكتوبر 2013    | |
| هندوراس                     | 19 ديسمبر 1966 | 17 فبراير 1981   | |
| المجر                       | 25 مارس 1969   | 17 يناير 1974    | |
| آيسلندا                     | 30 ديسمبر 1968 | 22 أغسطس 1979    | |
| الهند                       |                | 10 أبريل 1979    | |
| إندونيسيا                   |                | 23 فبراير 2006   | |
| إيران                       | 4 أبريل 1968   | 24 يونيو 1975    | |
| العراق                      | 18 فبراير 1969 | 25 يناير 1971    | |
| جمهورية أيرلندا             | 1 أكتوبر 1973  | 8 ديسمبر 1989    | |
| إسرائيل                     | 19 ديسمبر 1966 | 3 أكتوبر 1991    | |
| إيطاليا                     | 18 يناير 1967  | 15 سبتمبر 1978   | |
| جامايكا                     | 19 ديسمبر 1966 | 3 أكتوبر 1975    | |
| اليابان                     | 30 مايو 1978   | 21 يونيو 1979    | |
| الأردن                      | 30 يونيو1972   | 28 مايو1975      | |
| كازاخستان                   | 2 ديسمبر 2003  | 24 يناير 2006    | |
| كينيا                       |                | 1 مايو 1972      | |
| الكويت                      |                | 21 مايو 1996     | |
| قرغيزستان                   |                | 7 أكتوبر 1994    | |
| لاوس                        | 7 ديسمبر 2000  | 13 فبراير 2007   | |
| لاتفيا                      |                | 14 أبريل 1992    | |
| لبنان                       |                | 3 نوفمبر 1972    | |
| ليسوتو                      |                | 9 سبتمبر 1992    | |
| ليبيريا                     | 18 أبريل 1967  | 22 سبتمبر 2004   | |
| ليبيا                       |                | 15 مايو 1970     | |
| ليختنشتاين                  |                | 10 ديسمبر 1998   | |
| ليتوانيا                    |                | 20 نوفمبر 1991   | |
| لوكسمبورغ                   | 26 نوفمبر 1974 | 18 أغسطس 1983    | |
| مدغشقر                      | 14 أبريل 1970  | 22 سبتمبر 1971   | |
| مالاوي                      |                | 22 ديسمبر 1993   | |
| جزر المالديف                |                | 19 سبتمبر 2006   | |
| مالي                        |                | 16 يوليو 1974    | |
| مالطا                       | 22 أكتوبر 1968 | 13 سبتمبر 1990   | |
| موريتانيا                   |                | 17 نوفمبر 2004   | |
| موريشيوس                    |                | 12 ديسمبر 1973   | |
| المكسيك                     |                | 23 مارس 1981     | |
| موناكو                      | 26 يونيو 1997  | 28 أغسطس 1997    | |
| منغوليا                     | 5 يونيو 1968   | 18 نوفمبر 1974   | |
| الجبل الأسود                |                | 23 أكتوبر 2006   | |
| المغرب                      | 19 يناير 1977  | 3 مايو 1979      | |
| ناميبيا                     |                | 28 نوفمبر 1994   | |
| نيبال                       |                | 14 مايو 1991     | |
| هولندا                      | 25 يونيو 1969  | 11 ديسمبر 1978   | |
| نيوزيلندا                   | 12 نوفمبر 1968 | 28 ديسمبر 1978   | |
| نيكاراغوا                   |                | 12 مارس 1980     | |
| النيجر                      |                | 7 مارس 1986      | |
| نيجيريا                     |                | 29 يوليو 1993    | |
| النرويج                     | 20 مارس 1968   | 13 سبتمبر 1972   | |
| باكستان                     | 3 نوفمبر 2004  | 17 أبريل 2008    | |
| بالاو                       | 20 سبتمبر 2011 |                  | |
| فلسطين                      |                | 2 أبريل 2014     | |
| بنما                        | 27 يوليو 1976  | 8 مارس 1977      | |
| بابوا غينيا الجديدة         |                | 21 يوليو 2008    | |
| باراغواي                    |                | 10 يونيو 1992    | |
| بيرو                        | 11 أغسطس 1977  | 28 أبريل 1978    | |
| الفلبين                     | 19 ديسمبر 1966 | 7 يونيو 1974     | |
| بولندا                      | 2 مارس 1967    | 18 مارس 1977     | |
| البرتغال                    | 7 أكتوبر 1976  | 31 يوليو 1978    | |
| كوريا الجنوبية              |                | 10 أبريل 1990    | |
| مولدوفا                     |                | 26 يناير 1993    | |
| رومانيا                     | 27 يونيو 1968  | 9 ديسمبر 1974    | |
| روسيا                       | 18 مارس 1968   | 16 أكتوبر 1973   | وقعت وصادقت باسم الاتحاد السوفيتي. |
| رواندا                      |                | 16 أبريل 1975    | |
| سان مارينو                  |                | 18 أكتوبر 1985   | |
| ساو تومي وبرينسيب           | 31 أكتوبر 1995 |                  | |
| السنغال                     | 6 يوليو 1970   | 13 فبراير 1978   | |
| صربيا                       |                | 12 مارس 2001     | وقعت باسمها السابق يوغوسلافيا في 8 أغسطس 1967 وصادقت في 2 يونيو 1971. جاء إعلان الخلافة عام 2001 من قبل جمهورية يوغوسلافيا الاتحادية. |
| سيشل                        |                | 5 مايو 1992      | |
| سيراليون                    |                | 23 أغسطس 1996    | |
| سلوفاكيا                    |                | 28 مايو 1993     | وقعت باسمها السابق تشيكوسلوفاكيا في 7 أكتوبر 1968 وصادقت في 23 ديسمبر 1975.                                                           |
| سلوفينيا                    |                | 6 يوليو 1992     | وقعت باسمها السابق يوغوسلافيا في 8 أغسطس 1967 وصادقت في 2 يونيو 1971.                                                                 |
| جزر سليمان                  |                | 17 مارس 1982     | |
| الصومال                     |                | 24 يناير 1990    | |
| جنوب إفريقيا                | 3 أكتوبر 1994  | 12 يناير 2015    | |
| إسبانيا                     | 28 سبتمبر 1976 | 27 أبريل 1977    | |
| سريلانكا                    |                | 11 يونيو 1980    | |
| سانت فينسنت والغرينادين     |                | 9 نوفمبر 1981    | |
| السودان                     |                | 18 مارس 1986     | |
| سورينام                     |                | 28 ديسمبر 1976   | |
| إسواتيني                    |                | 26 مارس 2004     | |
| السويد                      | 29 سبتمبر 1967 | 6 ديسمبر 1971    | |
| سويسرا                      |                | 18 يونيو 1992    | |
| سوريا                       |                | 21 أبريل 1969    | |
| طاجيكستان                   |                | 4 يناير 1999     | |
| تايلاند                     |                | 5 سبتمبر 1999    | |
| مقدونيا                     |                | 18 يناير 1994    | وقعت باسمها السابق يوغوسلافيا في 8 أغسطس 1967 وصادقت في 2 يونيو 1971.                                                                 |
| تيمور الشرقية               |                | 16 أبريل 2003    | |
| توغو                        |                | 24 مايو 1984     | |
| ترينيداد وتوباغو            |                | 8 ديسمبر 1978    | |
| تونس                        | 30 أبريل 1968  | 18 Maمارس r 1969 | |
| تركيا                       | 15 أغسطس 2000  | 23 سبتمبر 2003   | |
| تركمانستان                  |                | 1 مايو 1997      | |
| أوغندا                      |                | 21 يناير 1987    | |
| أوكرانيا                    | 20 مارس 1968   | 12 نوفمبر 1973   | وقعت وصادقت باسم جمهورية أوكرانيا الاشتراكية السوفيتية.                                                                               |
| المملكة المتحدة             | 16 سبتمبر 1968 | 20 مايو 1976     | |
| تنزانيا                     |                | 11 يونيو 1976    | |
| الولايات المتحدة            | 5 أكتوبر 1977  |                  | |
| الأوروغواي                  | 21 فبراير 1967 | 1 أبريل 1970     | |
| أوزبكستان                   |                | 28 سبتمبر 1995   | |
| فنزويلا                     | 24 يونيو 1969  | 10 مايو 1978     | |
| فيتنام                      |                | 24 سبتمبر 1982   | |
| اليمن                       |                | 9 فبراير 1987    | وقعت باسم الجمهورية العربية اليمنية                                                                                                   |
| زامبيا                      |                | 10 أبريل 1984    | |
| زيمبابوي                    |                | 13 مايو 1991     | |

## الدول غير الأعضاء في العهد

### وقعت ولكن لم تصدق
1. جزر القمر (2008-09-25)
2. كوبا (2008-02-28)
3. بالاو (2011-09-20)
4. ساو تومي وبرينسيب (1995-10-31)
5. الولايات المتحدة (1977-10-05)

### لم توقع أو تصدق
1. أندورا
2. أنتيغوا وباربودا
3. بوتسوانا
4. بوتان
5. بروناي
6. بورما (ميانمار)
7. فيجي
8. هايتي
9. كيريباتي
10. ماليزيا
11. جزر مارشال
12. ولايات ميكرونيسيا المتحدة
13. موزمبيق
14. ناورو
15. عمان
16. قطر
17. سانت كيتس ونيفيس
18. ساموا
19. السعودية
20. سنغافورة
21. سانت لوسيا
22. جنوب السودان
23. تونغا
24. توفالو
25. الإمارات العربية المتحدة
26. فانواتو

### غير أعضاء في الأمم المتحدة
1. تايوان (جمهورية الصين)[notes 1]
2. الفاتيكان (من خلال الكرسي الرسولي)[notes 2]

## الملاحظات
1. ↑  خسرت تايوان مقعدها في الأمم المتحدة في عام 1971 (حل محله كممثل للصين جمهورية الصين الشعبية تحت قرار الجمعية العامة للأمم المتحدة 2758. وقعت حكومة جمهورية الصين على العهد في عام 1967 ولكن لم تصدق. في عام 2009 صدقت تايوان أخيرا ولكن تم رفض إيداعه من قبل الأمم المتحدة.
2. ↑  الفاتيكان ليس عضوا في الأمم المتحدة على الرغم من أنه يحمل صفة مراقب.